# Анрио HD.12
Анрио HD.12 (фр. Hanriot HD.12) је француски ловачки авион. Авион је први пут полетео 1921. године. 

Највећа брзина авиона при хоризонталном лету је износила 190 km/h.
Распон крила авиона је био 8,70 метара, а дужина трупа 5,94 метара. Био је наоружан са два 7,7 мм митраљеза.

## Наоружање
| Наоружање авиона: Анрио        |     |
| Ватрено (стрељачко) наоружање  |     |
| Топ                            |     |
| Митраљез                       |     |
| Број и ознака митраљеза        | 2   |
| Калибар                        | 7,7 |
| Бомбардерско наоружање (бомбе) |     |
| Ракетно наоружање (ракете)     |     |